# Temporada 1868-1869 del Liceu
El començament de la temporada 1868-1869 del Liceu va coincidir amb la Revolució de Setembre. A Barcelona la Revolució va tenir un eco molt fort, però el Liceu no es va veure gaire afectat perquè en aquell moment encara no era el símbol de cap classe social ni l'enemic de les faccions revolucionàries.
El 29 de setembre es va proclamar a Barcelona la Revolució. Les multituds van entrar al Liceu, no per lluitar contra els industrials que l'havien alçat sinó per destrossar l'estàtua de la reina Isabel II, obra d'Andreu Aleu. Com que era molt dura, van decidir tornar l'endemà, li van lligar una corda al coll, la van fer caure escala avall, i la van arrossegar tota la Rambla per llençar-la al mar.
Aquella temporada, el Liceu va deixar de dur el nom de la reina afegit al seu, i l'òpera escollida per estrenar-la com a símbol de la nova llibertat amb la caiguda de la monarquia, fou Guglielmo Tell, de Rossini. Les set representacions d'aquesta òpera van coincidir gairebé amb la mort del compositor que ja feia temps que s'havia retirat a París.
El 4 d'octubre, al Saló dels Miralls, llavors anomenat Saló del Verger, es va celebrar un acte polític en el que es va prendre la decisió de proclamar una República Federal. La decisió va esdevenir paper mullat amb l'arribada del general Prim, totalment en contra de la idea republicana.
| Temporada 1868-1869 del Liceu |                         |                      |                   | |           |                           |
| Òpera                         | Compositor              | Director musical     | Director d'escena | Papers principals | Producció | Dates                     |
| La Africana                   | Giacomo Meyerbeer       | Goffi                |                   | Ginevra Giovannoni Zacchi, Laura Ruggero, Caterina Mas-Porcell, Francesco Steger, Garibay, Squarcia, Derivis, Guisani, Cuyàs,                               |           | 19 de desembre            |
| Rigoletto                     | Giuseppe Verdi          | Joan Baptista Dalmau |                   | Francesco Steger, Davide Squarcia, Teodosia Frederici, Prosper Dérivis, Caterina Mas-Porcell, Celestina Verdaguer                                           |           | 16 i 17 febrer            |
| Guglielmo Tell                | Gioacchino Rossini      |                      |                   | |           | novembre                  |
| Il trovatore                  | Giuseppe Verdi          | Alessandro Orsini    |                   | Davide Squarcia, Ginevra Giovannoni Zacchi, Amalia Perroni, Francesco Steger, Prosper Dérivis, Celestina Verdaguer, Josep Gómez                             |           | 16, 17, 28 març; 20 abril |
| Don Giovanni                  | Wolfgang Amadeus Mozart | Alessandro Orsini    |                   | Davide Squarcia, Josep Coll, Ginevra Giovannoni Zacchi, Francesco Garibay, Laura Ruggero-Antonioli, Prosper Dérivis, Francesc Puiggener, Teodosia Frederici |           | 19 de març                |